# 大衛·耶爾德爾
大衛·耶爾德爾（1981年10月1日—）為一位生於西德斯圖加特，並且擁有德國以及美國兩國國籍的職業足球運動員，當前效力於德甲俱樂部勒沃庫森 ，並且也是美國國家足球隊的一員，在足球場上司職門將。 

## 俱樂部生涯
耶爾德爾曾是科布倫斯足球俱樂部隊中的主力門將，直到他膝蓋韌帶受傷，而使得他缺席了德乙2009-2010年賽季末的最後四場比賽。在此之後科布倫斯被降級至德丙
在德乙2010-2011賽季開踢之前，耶爾德爾被交易至杜伊斯堡，並且在2010年8月13日，德國盃第一輪對上呂貝克時完成他的競賽首秀。
下一個賽季後，耶爾德爾被交易至德甲豪門球隊，勒沃庫森。他在俱樂部中的首秀與當前唯一一次具有影響力的出賽紀錄是在2011年7月3日德國盃第一輪對上德勒斯登迪納摩，並且該場比賽以  3–4 擊敗對手。

## 國家隊生涯
耶爾德爾的母親為德國籍，而父親為美國籍，並且他的父親是一位美國軍人， 因此，他具有雙重國籍，能夠在國際足球賽上選擇為美國或是德國來效力。 他在2011年時第一次接收到美國的徵招來對上阿根廷的友誼賽。他在2011年3月29日對上巴拉圭的友誼賽三天前，首次入選到國家隊的名單中，並在比賽半場時間時替換下馬克斯·哈內曼，然而他的上場時間不被承認，因此這場比賽美國以 1-0 輸給對手。

## 資料來源
1. ↑  . 踢球者.   [2011年10月2日]. （原始内容存档于2019年3月2日） （德语）.
2. ↑   [Without goalkeeper Yelldell]. 踢球者. 2010年4月12日  [2011年10月2日]. （原始内容存档于2019年1月4日） （德语）.
3. ↑   [Marheineke paves the way for Duisburg]. 踢球者. 2010年8月13日  [2011年10月2日]. （原始内容存档于2019年3月13日） （德语）.
4. ↑  . U.S. Soccer.   [2015年3月6日]. （原始内容存档于2016年3月4日）.
5. ↑  . Kickersarchiv.   [2011年10月2日]. （原始内容存档于2017年8月11日） （德语）.

## 外部連結
- 官方网站 （德文）
- 足球数据库：大衛·耶爾德爾的球员统计数据
- fussballdaten.de：David Yelldell之統計數據 （德文）
- 大衛·耶爾德爾在 National-Football-Teams.com 上的出场纪录